# Kippschalensorter
Ein Kippschalensorter ist ein System zur Beförderung (Sorter) von Waren und ist dazu ausgerichtet, diese in unterschiedlichster Form, Größe und Gewicht zu befördern. Da die transportierte Ware beim Ausschleusvorgang über eine Schale abgleiten muss, ist der Kippschalensorter besonders für flexible und biegsame Ware wie Gepäck, Sack- und Beutelwaren und verpackte Textilien geeignet. 
Eingesetzt wird der Kippschalensorter unter anderem in Umschlagzentren von Paketdiensten, Distributionszentren oder Verteilanlagen für Fluggepäck (Gepäckförderanlage).

## Betrieb und Mechanismus
Prinzipiell ist der Kippschalensorter vergleichbar mit dem Quergurtsorter, da er ebenfalls aus einzelnen Fahrwerken besteht, die sich auf einem in sich geschlossenen rollengeführten Schienenparcours befinden. Die einzelnen Fahrwerke sind gelenkig miteinander verbunden und der so entstehende Endloszug wird formschlüssig, reibschlüssig oder aber durch einen Linearmotor angetrieben. 
Auf den einzelnen Fahrwerken sind beidseitig kippbare Schalen angebracht, die die Aufgabe haben die zu transportierende Ware aufzunehmen. Der Kippschalensorter bietet die Möglichkeit zwei Schalen hintereinander auf einem Fahrwerk anzubringen, so dass Ware transportiert werden kann, die länger als eine einzelne Schale ist. Solch einen Zusammenschluss von zwei kippbaren Schalen nennt man Gondel. Die einzelnen Gondeln erzeugen bei Kurvenfahrten keine Relativbewegung zwischen den einzelnen Schalen, so dass die transportierte Ware auf beiden Schalen liegen kann ohne herunterzufallen. 
Bei einigen Systemen ist es auch üblich statt Schalen Platten zu nehmen, da diese noch flexibler sind, wenn es um die Aufnahme der Ware geht.
Die Schalen an sich sind in waagerechter Position angebracht und erst beim Erreichen der vorgesehenen Endstelle wird die Schale, verursacht durch einen entsprechenden Mechanismus, gekippt. Durch dieses Kippen (das durch eine Kulissenführung oder durch einen elektrischen oder pneumatischen Antrieb herbeigeführt wird) kann die Ware ohne beschädigt zu werden ausgeschleust werden. 
Der Kippmechanik kommt bei dieser Art von Sortern eine besondere Bedeutung zu, so dass sich verschiedene Kippmechanismen im Laufe der Zeit entwickelt haben (z. B. das Seitenwagenkippelement und das Klappen-Kippelement).
Der Durchsatz des Kippschalensorters liegt bei etwa 6.000 bis 21.000 Teilen pro Stunde, wobei dieser durch Veränderung der Kettengeschwindigkeit noch erhöht werden kann.